# Ямі (міфологія)
Ямі та Яміна (санскр. यमी,  yamini IAST, «ніч») — в індійській міфології дочка Вівасвата і Саварни, сестра-близнюк Ями і безсмертних Ашвіниів, по батькові — сестра Ману, Тапаті і Шані. Ямі богиня священної річки Ямуни, річка Ямуна також пов'язана з міфологією індуїстського бога Крішни, вона часто зображується чорного кольором, її ваханою є черепаха.
Згідно «Ріг-веді», Яма та Ямі — первопредки людей, діти гандхарви (клас полубогів, єдина істота цього типу, який згадує текст) — хранителя соми (іноді ототожнюється з сомою) та «жінки вод» Апсарас.
В іранській міфології Ямі відповідає Йимак, сестра Йіми. У тибетських віруванях, Ямі богиня смерті й править жіночими духами з пекла Наракі. Вона дружина Ями, владики пекла.
| Індуїзм | Це незавершена стаття про індуїзм. Ви можете допомогти проєкту, виправивши або дописавши її. |